# Herzton (Film)
Herzton ist ein  Kurzfilm des Regisseurs Felix Hassenfratz an der ifs internationale filmschule köln aus dem Jahr 2006. Der Film setzt sich mit den Themen Voyeurismus und Einsamkeit auseinander.

## Handlung
Dieter Kaul arbeitet als Abhörspezialist für die Polizei. Eigentlich hat er sein Hobby zu seinem Beruf gemacht, denn er war schon immer ein „akustischer Voyeur“. Aufgrund seiner extremen Kurzsichtigkeit vertraut er lieber seinen Ohren als seinen Augen, früh hat er sich von der Welt draußen zurückgezogen. 
Sein Auftrag: Das Telefongespräch einer Zielperson aufzuzeichnen, deren Ankunft am Bahnhof erwartet wird. Eigentlich Routine für Dieter, doch auch nach zwei Wochen Warten ist nichts geschehen. Dieter beginnt, seinen voyeuristischen Neigungen nachzugehen und belauscht von seinem Van aus die Gespräche anderer Menschen am Bahnhof. Als er auf die Stimme von Belinda stößt, ist er sofort von ihr fasziniert. Verliebt in ihre Stimme, ohne sie jemals gesehen zu haben, zeichnet er ihre Gespräche auf und archiviert diese. Kurz nachdem Dieter erfahren hat, dass die Zielperson nun definitiv am Bahnhof eintreffen wird, belauscht er ein Gespräch zwischen zwei Taschendieben: Offensichtlich wollen sie Belinda ausrauben. Dieter muss sich entscheiden: Soll er in seinem Wagen bleiben und seinen Job machen, oder wagt er sich hinaus, um Belinda zu retten?

## Festivals
- 2007: Internationales Silk Road Festival, Istanbul
- 2006: Internationales Filmfest Emden-Norderney
- 2006: Kinofest Lünen *Wettbewerb
- 2006: Filmlichter
- 2006: Open Eyes Filmfest

## Auszeichnungen
- 2006: NIL Kurzfilmpreis "bester Film"